# Aeroporto Internacional de Changsha Huanghua
O Aeroporto Internacional de Changsha Huanghua está localizado no distrito de Huanghua, aproximadamente 20 km a leste do centro da cidade de Changsha, Hunan, República Popular da China. O Aeroporto é administrado pela Autoridade Aeroportuária de Hunan, uma corporação pública que administra todos os cinco aeroportos da província de Hunan. O Aeroporto de Changsha Datuopu (também chamado de Changsha City) é o segundo aeroporto que serve Changsha, usado principalmente como base militar.	

## Informações do Aeroporto
Transporte
- Ônibus Aeroportuários: Linha da Avenida Wuyi (Centro de Changsha), e Linha da Estação do Sul (ônbus), RMB ¥15.
- Táxis: preço médio de referência para o centro de Changsha - 90 iuanes.
- Ônibus para cidades vizinhas: para Changde (RMB ¥80), Xiangtan (RMB ¥40), Zhuzhou (RMB ¥40), Yueyang (RMB ¥70)

## Estatísticas do Aeroporto
A construção do aeroporto começou em 25 de junho de 1986, e o primeiro voo partiu em 29 de julho de 1989. O atual terminal tem uma área de 33.000 m². Em 2009, teve um fluxo de 11.284.282 passageiros, sendo o 13º maior aeroporto da China continental em fluxo de passageiro. O número total de passageiros subiu 33.5% comparado a 2008.
A pista de pousos e decolagens foi ampliada de 2.600 m para 3.200 m em Abril de 2009, permitindo que todas as aeronaves comerciais, exceto A380, pousassem e decolassem.
Um plano de expansão de 2,15 bilhões de iuanes foi aprovado e as obras começaram em Junho de 2006 para: 
- Aumentar a pista de pousos e decolagens de 2.600 para 3.200 m (completado);
- Construir rampas e pistas de taxiamento adicionais;
- Renovar o antigo terminal;
- Construir um novo terminal com área total de 163.000 m²; e
- Expandir o estacionamento do aeroporto.

Todas as instalações são planejadas para estarem prontas em 2010.

## Linhas Aéreas e Destinos
O aeroporto é um hub regional para a China Southern Airlines.
O aeroporto é servido pelas seguintes companhias (em Agosto de 2009):
| Companhias              | Destinos |  |
| ----------------------- | --- |  |
| Air China               | Beijing-Capital, Chengdu, Chongqing, Fuzhou, Guiyang, Guangzhou, Hangzhou, Hohhot, Hefei, Qingdao, Shanghai-Pudong, Wenzhou, Xiamen |  |
| Asiana Airlines         | Seoul-Incheon |  |
| China Eastern Airlines  | Beijing, Chengdu, Guangzhou, Guiyang, Jinjiang, Kunming, Lanzhou, Nanjing, Ningbo, Qingdao, Sanya, Seoul-Incheon, Shanghai-Hongqiao, Shijiazhuang, Shenzhen, Taiyuan, Wenzhou, Wuxi, Xi'an |  |
| China Southern Airlines | Beihai, Beijing-Capital, Changchun, Chengdu, Chongqing, Dalian, Guangzhou, Guiyang, Haikou, Hangzhou, Harbin, Hefei, Hong Kong, Jinan, Kunming, Nanjing, Nanning, Ningbo, Osaka-Kansai, Qingdao, Sanya, Seoul-Incheon, Shanghai-Hongqiao, Shantou, Shenyang, Shenzhen, Taipei-Taoyuan, Taiyuan, Tianjin, Urumqi, Wenzhou, Wuyishan, Xi'an, Xiamen, Xining, Yinchuan, Yiwu, Yongzhou, Zhangjiajie, Zhanjiang, Zhengzhou, Zhijiang, Zhuhai |  |
| China United Airlines   | Beijing-Nanyuan |  |
| Chongqing Airlines      | Chongqing, Ningbo |  |
| Deer Air                | Sanya |  |
| Dragonair               | Hong Kong |  |
| Grand China Express Air | Wenzhou, Xi'an |  |
| Hainan Airlines         | Beijing-Capital, Chengdu, Chongqing, Guangzhou, Haikou, Jinan, Lanzhou, Ningbo, Sanya, Shenzhen, Taiyuan, Urumqi, Xi'an, Zhengzhou |  |
| Hong Kong Airlines      | Hong Kong |  |
| Juneyao Airlines        | Shanghai-Hongqiao |  |
| Korean Air              | Seoul-Incheon |  |
| Kunpeng Airlines        | Fuzhou, Nanning, Xi'an, Zhengzhou |  |
| Mandarin Airlines       | Taipei-Taoyuan |  |
| Okay Airways            | Kunming, Tianjin |  |
| Shandong Airlines       | Chongqing, Guiyang, Haikou, Hefei, Jinan, Xiamen, Zhuhai |  |
| Shanghai Airlines       | Shanghai-Hongqiao, Shanghai-Pudong |  |
| Shenzhen Airlines       | Changzhou, Chongqing, Fuzhou, Guangzhou, Haikou, Harbin, Jinan, Kunming, Lanzhou, Nanning, Shenzhen, Xi'an, Xining, Zhengzhou |  |
| Sichuan Airlines        | Chengdu, Chongqing, Fuzhou, Xiamen |  |
| Spring Airlines         | Shanghai-Hongqiao |  |
| TransAsia Airways       | Taipei-Taoyuan |  |
| United Eagle Airlines   | Chengdu, Hangzhou |  |
| Xiamen Airlines         | Chengdu, Chongqing, Fuzhou, Guiyang, Hangzhou, Ningbo, Quanzhou, Shenyang, Taipei-Taoyuan, Taiyuan, Tianjin, Xiamen, Zhengzhou |  |